# Підполозянська сільська рада
Підполозянська сільська рада — колишній орган місцевого самоврядування у Воловецькому районі Закарпатської області з адміністративним центром у с. Підполоззя.

## Населені пункти
Сільській раді підпорядковані населені пункти:
- с. Підполоззя
- с. Верхня Грабівниця
- с. Ялове

## Склад ради
Рада складається з 18 депутатів та голови.

## Керівний склад сільської ради
| ПІБ                      | Основні відомості                                                 | Дата обрання | Дата звільнення |
| ------------------------ | ----------------------------------------------------------------- | ------------ | --------------- |
| Ісак Дмитро Іванович     | Сільський голова, 1946 року народження, освіта, безпартійний      | 26.03.2006   | 31.10.2010      |
| Ковач Аркадій Васильович | Сільський голова, 1984 року народження, освіта вища, безпартійний | 31.10.2010   |                 |

Примітка: таблиця складена за даними джерела

## Населення
Згідно з переписом УРСР 1989 року чисельність наявного населення сільської ради становила 1605 осіб, з яких 774 чоловіки та 831 жінка.
За переписом населення України 2001 року в сільській раді мешкало 1486 осіб.

### Мова
Розподіл населення за рідною мовою за даними перепису 2001 року:
| Мова       | Відсоток |
| ---------- | -------- |
| українська | 97,80 %  |
| російська  | 1,13 %   |
| німецька   | 0,40 %   |
| словацька  | 0,33 %   |
| угорська   | 0,13 %   |
| румунська  | 0,07 %   |